# Bandkeramiska kulturen

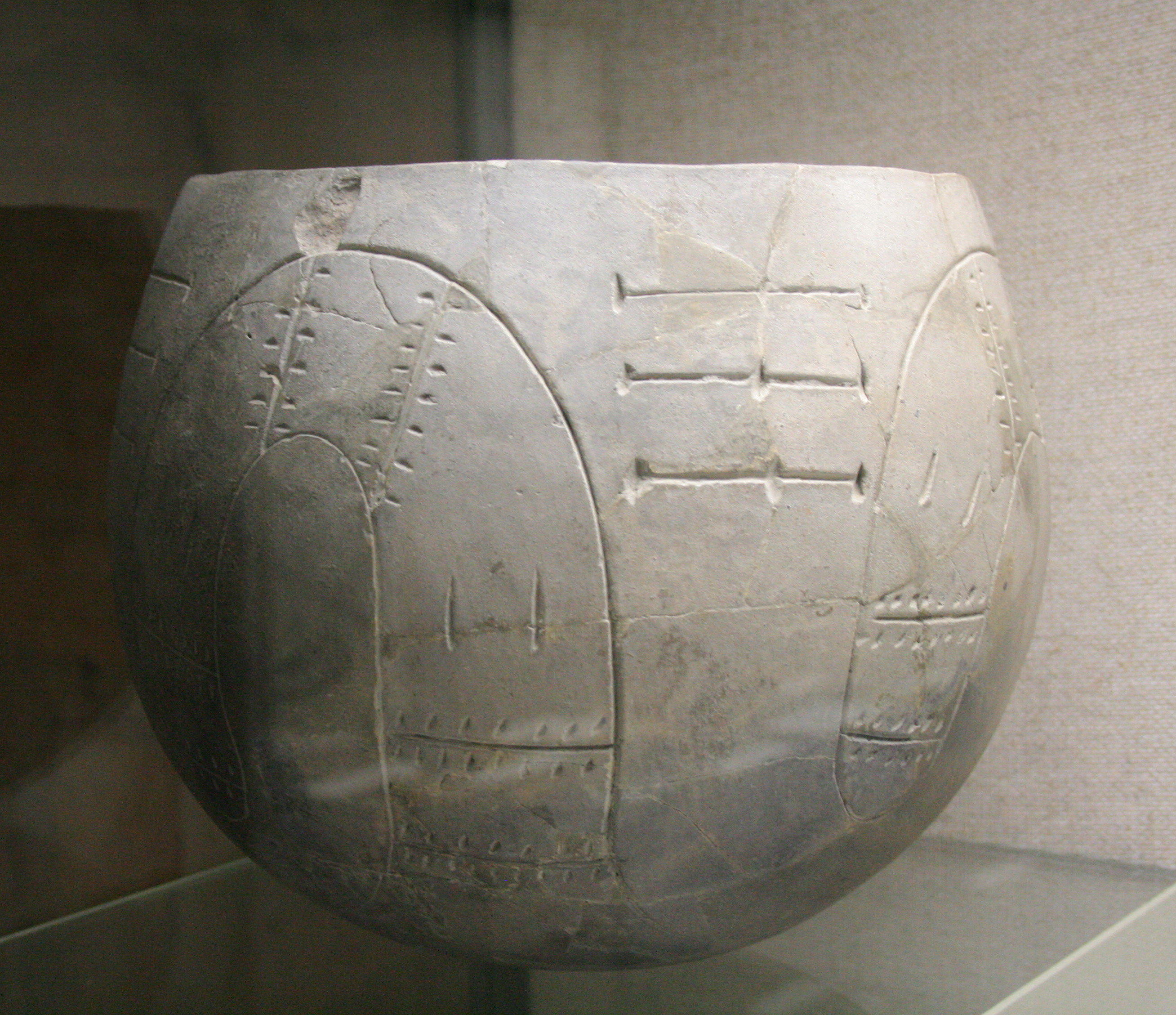
Bandkeramisk skål.

Bandkeramiska kulturen är en centraleuropeisk kultur, bäst känd från Tjeckien, Slovakien, södra och västra Tyskland samt Nederländerna. Kulturgruppen förekommer även i Ungern, Österrike, Polen, Belgien och Frankrike. Den huvudsakliga näringen var boskapsskötsel med inslag av småskaligt jordbruk.
Den bandkeramiska kulturen uppstod omkring 5000 f.Kr. och innebar en spridning av jordbrukskulturen från Balkanhalvön mot nordväst. Bebyggelsen är knuten till Centraleuropas fruktbara lössjordsområden.

## Materiell kultur
Den karakteristiska byggnaden är ett långhus med konstant bredd, cirka 6 meter. Husets längd kunde vara upp till 40 meter. I bland annat Nederländerna och Tyskland har byar med 50 till 100 hus undersökts. Dock har endast en mindre del av husen varit i bruk samtidigt. Eftersom åkrarna inte gödslades måste man efter ett par år överge dem (och husen), för att sedan återvända efter ett par år. 
Ett viktigt redskap hos den bandkeramiska kulturen var en skafthålsyxa.
Keramiken kan delas in i en äldre och en yngre grupp. Den äldre linjebandkeramiken har böjda inristade ornament, den yngre stickbandkeramiken har rätlinjigt instuckna band. Den vanligaste formen, både inom äldre och yngre gruppen, är en halvklotformig skål.

## Donaukulturen

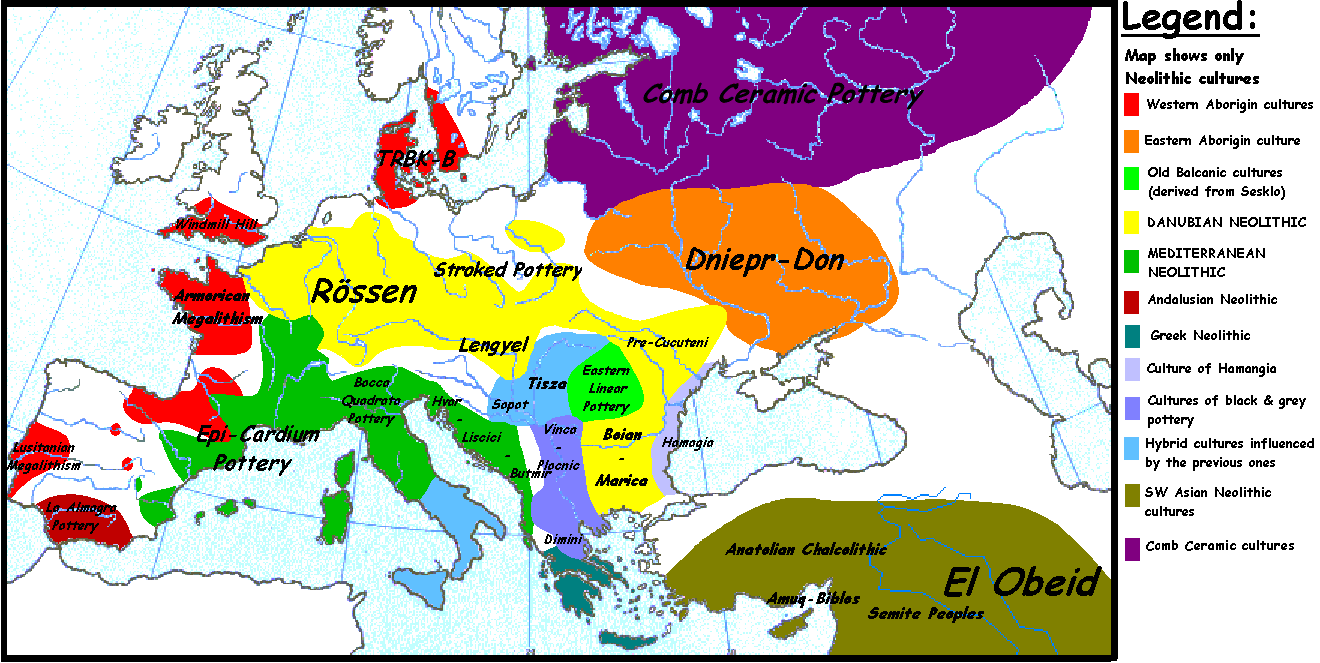
Karta över Europas neolitikum vid tiden för Donauexpansionen, ca 3.500 f.Kr.

Donaukulturen är den äldsta agrarkulturgruppen under yngre stenåldern i Donauområdet. Kulturen hade ett nära samband med den så kallade bandkeramiska kulturen i västra och mellersta Europa
Donaukulturen används ibland som samlingsnamn för de tidiga jordbrukskulturerna (bandkeramiska kulturerna) i Donauområdet. 

### Rössenkulturen
Rössenkulturen var en stenålderskultur tillhörande de s.k. Donaukulturerna. Datering cirka 3900-3400 f.Kr. är en parallell till Lengyelkulturen vid mellersta Donau.
Namnet Rössenkultur kommer efter ett gravfält vid Rössen i östra Tyskland. Kulturen är en sen bandkeramisk kultur med en rad lokala undergrupper och utbredning främst i centrala och sydvästra Tyskland samt något i Böhmen. Karaktäristiskt är begravning i hockerställning med rika gravgåvor i form av keramik, stenyxor, flintspån, smycken av ben, horn eller marmor (särskilt armringar och knappar). De få kända boplatserna är ofta befästa med palissader och låga vallgravar. Husen har varit trapetsformade, ca 50 m långa och stolpburna. Keramiken domineras av rundbukiga kärl som ibland är dekorerade med yttäckande ornamentik utfylld med vit kalkmassa.

### Stickbandkeramikerna
Stickbandskeramikerna var det yngre kulturavsnittet av de tidigaste bondekulturerna i Centraleuropa, bandkeramikerna, som redan under det femte årtusendet för Kristus introducerade åkerbruket i detta område. De har fått sitt namn efter sina höga, halsförsedda kärl med inprickade band i vinkelmönster. 